# Myrczaewo
Myrczaewo (bułg. Мърчаево) – wieś w Bułgarii; 1200 mieszkańców (2010).